# جوشوا غرين
جوشوا غرين (بالإنجليزية: Joshua Green)‏ هو صحفي أمريكي، ولد في 1972.